# Coteaux du Loir
Das Weinbaugebiet Coteaux du Loir ist ein Teil der Weinbau-Region Loire. Das Gebiet liegt ca. 40 km nördlich der Stadt Tours und somit nördlich des Bereiches Touraine. Weiter östlich schließt sich das Weinbaugebiet Coteaux du Vendômois an. Die Appellation Jasnières liegt als Enklave im Gebiet Coteaux du Loir. Die Appellation Coteaux du Loir genießt seit dem 12. Mai 1948 den Status einer Appellation d’Origine Contrôlée.
Die Weinberge mit rund 72 Hektar Rebfläche liegen zu beiden Seiten des Flusses Loir auf einem lehmigen Kalkboden mit Feuersteineinschlüssen. Der aufgeschlossene Kalksteinsockel stammt aus dem Erdzeitalter des Coniacium. Die Rebflächen verteilen sich auf die Gemeinden Beaumont-sur-Dême, Chahaignes, Château-du-Loir, Chenu, Dissay, Flée, La Chartre-sur-le-Loir, Lhomme, Marçon, Montabon, Nogent-Ponçé, Ruillé-sur-Loir, Saint-Germain-d’Arcé, Saint-Germain-du-Val, Saint-Pierre-de-Chevillé, Vouvray-sur-Loir (alle im Département Sarthe), Bueil, Épeigné-sur-Dême, Saint-Aubin-le-Dépeint, Saint-Christophe-sur-le-Nais, Saint-Paterne und Villebourg (Département Indre-et-Loire). Das Gebiet ist eines der am nördlichsten gelegenen Gebiete der Weinbauregion Loire. Das Klima wird durch den nah gelegenen Wald Forêt de Bercé vor nördlicher Kaltluft geschützt.
Das Gebiet war in den 1960er Jahren fast in Vergessenheit geraten. Der Tiefpunkt war im Jahr 1963 mit einer Ernte von 48 hl erreicht.
Ausgebaut werden Weißwein, Rotwein und Roséwein.
- Der Rotwein wird aus den Rebsorten Pineau d’Aunis, Cabernet Franc, Gamay und Malbec gekeltert und ist fruchtig und leicht.
- Der Roséwein wird aus den Rebsorten Pineau d’Aunis, Cabernet Franc, Gamay, Malbec und Grolleau (Anteil max. 25 %) gekeltert.
- Der Weißwein besteht zu 100 % aus der Rebsorte Chenin Blanc (hier auch Pineau de la Loire genannt), der in der Regel trocken oder leicht lieblich ist.

Der maximal zulässige Ertrag liegt für alle Rebsorten bei 55 hl/ha; ein Betrag, der jahrgangsabhängig auf bis zu 65 hl/ha korrigiert werden kann. Im Jahr 2002 wurden 3090 hl Wein gekeltert.
Der Weißwein und der Rotwein können ca. 3–5 Jahre gelagert werden; der Roséwein ist zum schnellen Genuss gedacht. Der Rosé und der Weißwein sollten bei einer Trinktemperatur von 8–10 °C genossen werden, der Rotwein bei 14–16 °C.